# Sachsen-Weimar-Eisenach
Sachsen-Weimar-Eisenach eller Storhertugdømmet Sachsen var et hertugdømme, som blev oprettet i 1809. Dette skete, da hertugdømmerne Sachsen-Weimar og Sachsen-Eisenach blev lagt sammen til én stat. I forvejen havde de to lande været i personalunion siden 1741. Allerede i 1815 blev staten til et storhertugdømme. Storfyrstendømmet nedlagdes med kejserrigets ophør, og siden Weimarrepublikken indgår området i delstaten Thüringen.

## Fyrster af Sachsen-Weimar-Eisenach

### Hertug
- 1809-1815: Karl August af Sachsen-Weimar-Eisenach, hertug af Sachsen-Weimar og Sachsen-Eisenach fra 1758.

### Storhertuger
- 1815–1828: Karl August af Sachsen-Weimar-Eisenach.
- 1828–1853: Karl Frederik af Sachsen-Weimar-Eisenach.
- 1853–1901: Karl Alexander af Sachsen-Weimar-Eisenach.
- 1901–1918: Wilhelm Ernst af Sachsen-Weimar-Eisenach.

### Overhoveder for huset Sachsen-Weimar-Eisenach
- 1919-1923: Wilhelm Ernst af Sachsen-Weimar-Eisenach.
- 1923-1988: Karl August af Sachsen-Weimar-Eisenach, kronprins (arvestorhertug).
- 1988-nu: Michael-Benedikt af Sachsen-Weimar-Eisenach.

50°59′00″N 11°10′00″Ø / 50.983333333333°N 11.166666666667°Ø